# Order Męstwa
Order Męstwa (ros. Орден Мужества) – odznaczenie państwowe (order) Federacji Rosyjskiej.

## Historia
Order Męstwa został ustanowiony 2 marca 1994 dekretem prezydenta Rosji Borysa Jelcyna i nadawany jest zgodnie z zasadami opisanymi w Statucie Orderu, wraz ze zmianami wprowadzonymi Rozporządzeniem Prezydenta Federacji Rosyjskiej z 6 stycznia 1999.
W starszeństwie odznaczeń Federacji Rosyjskiej Order Męstwa zajmuje jedenaste miejsce – po Orderze Nachimowa, a przed Orderem „Za Zasługi Wojskowe”.

## Zasady nadawania
Order Męstwa przyznawany jest obywatelom za ich poświęcenie, odwagę i męstwo wykazane podczas akcji ratunkowych, ochrony porządku publicznego i zwalczania przestępczości, w czasie klęsk żywiołowych, pożarów, katastrof i innych zagrożeń, a także śmiałe i zdecydowane działania w wykonywaniu wojskowego, służbowego i obywatelskiego obowiązku w warunkach zagrożenia dla życia.
Order Męstwa może być nadawany wielokrotnie.
Wśród odznaczonych jest także starszy brygadier Tomasz Rzewuski z Komendy Głównej Państwowej Straży Pożarnej, który wyróżnił się w walce z pożarami lasów w Rosji, jakie latem 2010 ogarnęły ten kraj.

## Opis odznaki
Odznakę orderu stanowi wykonany ze srebra krzyż o zaokrąglonych brzegach z biegnącymi od środka promieniami. W centrum krzyża znajduje się dwugłowy orzeł z godła Federacji Rosyjskiej. Na rewersie znajduje się wytłoczony, poziomy napis: „МУЖЕСТВО” i numer orderu. Odległość między przeciwległymi końcami krzyża wynosi 40 mm.
Order Męstwa zawieszony jest na jedwabnej wstążce w kolorze czerwonym o szerokości 24 mm, z dwoma białymi paskami po bokach o szerokości 2 mm.